# Comté de Scott (Kentucky)
Pour les articles homonymes, voir Scott et Comté de Scott.
Le comté de Scott est un comté de l'État du Kentucky, aux États-Unis. Son siège est situé à Georgetown.

## Histoire
Fondé en 1792, le comté a été nommé d'après Charles Scott.